# Ciénaga Grande de Santa Marta
A Ciénaga Grande de Santa Marta (Santa Marta-i Nagy Mocsár) egy nagy kiterjedésű vizenyős terület Kolumbia északi részén Magdalena megyében. (Kiterjedése: é.sz. 10° 20' és  11° 05', ny.h. 74° 06' és 74° 52'.) Területe nagyjából 4300 km², ebből átlagosan 730 km²  víztükör. Térfogata kb. 2232x106 m³. Ez a terület része a Magdalena folyó külső deltatorkolatának. A Karib-tengertől egy keskeny, mesterségesen létrehozott homokturzás választja el, ezen fut a Barranquillát Santa Martával összekötő 90-es országút. A lagúnát a tengerrel egy keskeny szoros köti össze Pueblo Viejo és Ciénaga között.

## Élővilág
A Ciénaga Grande Latin-Amerika egyik legnagyobb vízi ökoszisztémája, élővilága nagyon változatos. A folyókból érkező édesvíz keveredik a tenger sós vizével. A változó sótartalmú csatornák jellegzetes növényegyüttesei a mangrove erdők.

### Madarak
- Gémfélék
- Kígyónyakúmadár
- Kanalasgém
- Réce
- Kormorán
- Gólya

### Emlősök
- Jaguár
- Puma
- Pekari
- Közép-amerikai tapír
- Oposszum
- Róka
- Tigris

### Halak
- Prochilodus magdalenae
- Oreochromis mossambicus

## Galéria
- Cölöpökön álló házak Nueva Veneciában
- Isla de Salamanca Park
- Puente La Barra

## Fordítás
- Ez a szócikk részben vagy egészben  a   Ciénaga Grande de Santa Marta című spanyol Wikipédia-szócikk ezen változatának fordításán alapul.  Az eredeti cikk szerkesztőit annak laptörténete sorolja fel. Ez a jelzés csupán a megfogalmazás eredetét és a szerzői jogokat jelzi, nem szolgál a cikkben szereplő információk forrásmegjelöléseként.